# Musée de Rotterdam
Le musée de Rotterdam est un musée de Rotterdam. L'espace principal est situé dans la Timmerhuis, dans le quartier centre de la ville. Une annexe, consacrée à la Seconde Guerre mondiale, a ouvert en 2015 dans le quartier du port Coolhaven.

## Histoire
La décision de création du musée remonte à 1905. La collection municipale d'antiquités et de document historiques est alors conservée à l'hôtel de ville de Rotterdam. Il prend le nom de musée historique de Rotterdam. Le musée est d'abord installé dans la Schielandshuis. Les collections bénéficient, en 1967, du dépôt de la collection de gravures et estampes historiques, connue comme l'Atlas Van Stolk,.
Le 1er janvier 2011, le musée abandonne la mention historique dans son intitulé et prend le nom de Museum Rotterdam, afin de souligner son intérêt pour la ville actuelle. Ce changement d'intitulé a alors provoqué quelques contestations. Le musée est réorganisé de 2013 à 2016, des consultations, sur la recherche et les activités dans les quartiers, sont engagées avec les résidents, une coopération avec d'autres institutions est privilégiée et le musée est partenaire de plusieurs expositions à Rotterdam, au LP2 et au Onderzeebootloods. En février 2016, le musée rouvre dans un emplacement permanent, le Timmerhuis, œuvre de l'architecte Rem Koolhaas.
En 2015, l'espace muséographique de la Coolhaven fusionne avec le OorlogsVerzetsMuseum, et prend le nom de « Museum Rotterdam '40—'45 NU » (Musée de Rotterdam '40-'45 maintenant). L'espace pédagogique sur la Seconde Guerre mondiale ouvre au public en mars 2015.

## Collections
Le musée de Rotterdam possède une collection de tableaux des XVIIe – XVIIIe siècles, notamment des œuvres du peintre Pieter de Hooch. Le musée conserve la petite veste que Hugo Grotius portait lors de son évasion du château de Loevestein ainsi que la charte de capitulation de la ville auprès de l'armée nazie le 14 mai 1940.

Musée de Rotterdam
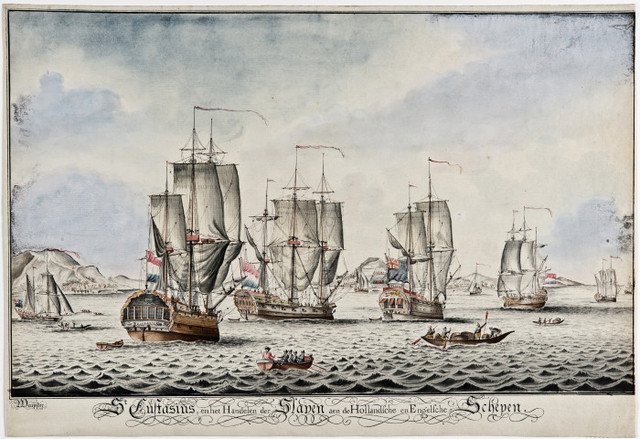
La collection de gravures Atlas Van Stolk, en dépôt au musée
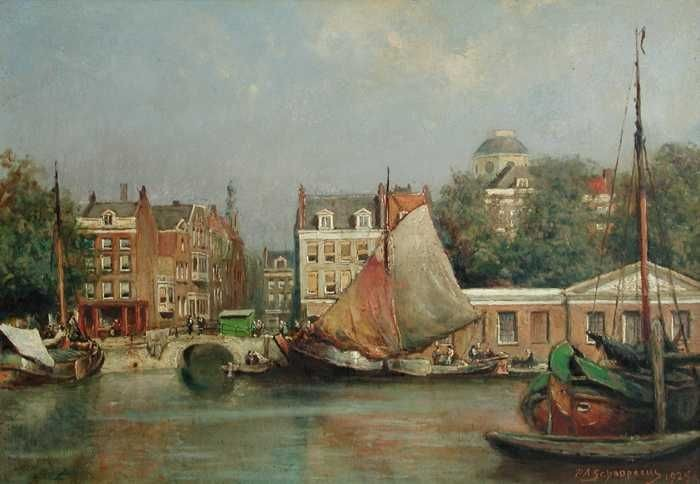
Vie quotidienne à Rotterdam : Leuvehaven et le marché au poisson (1925)
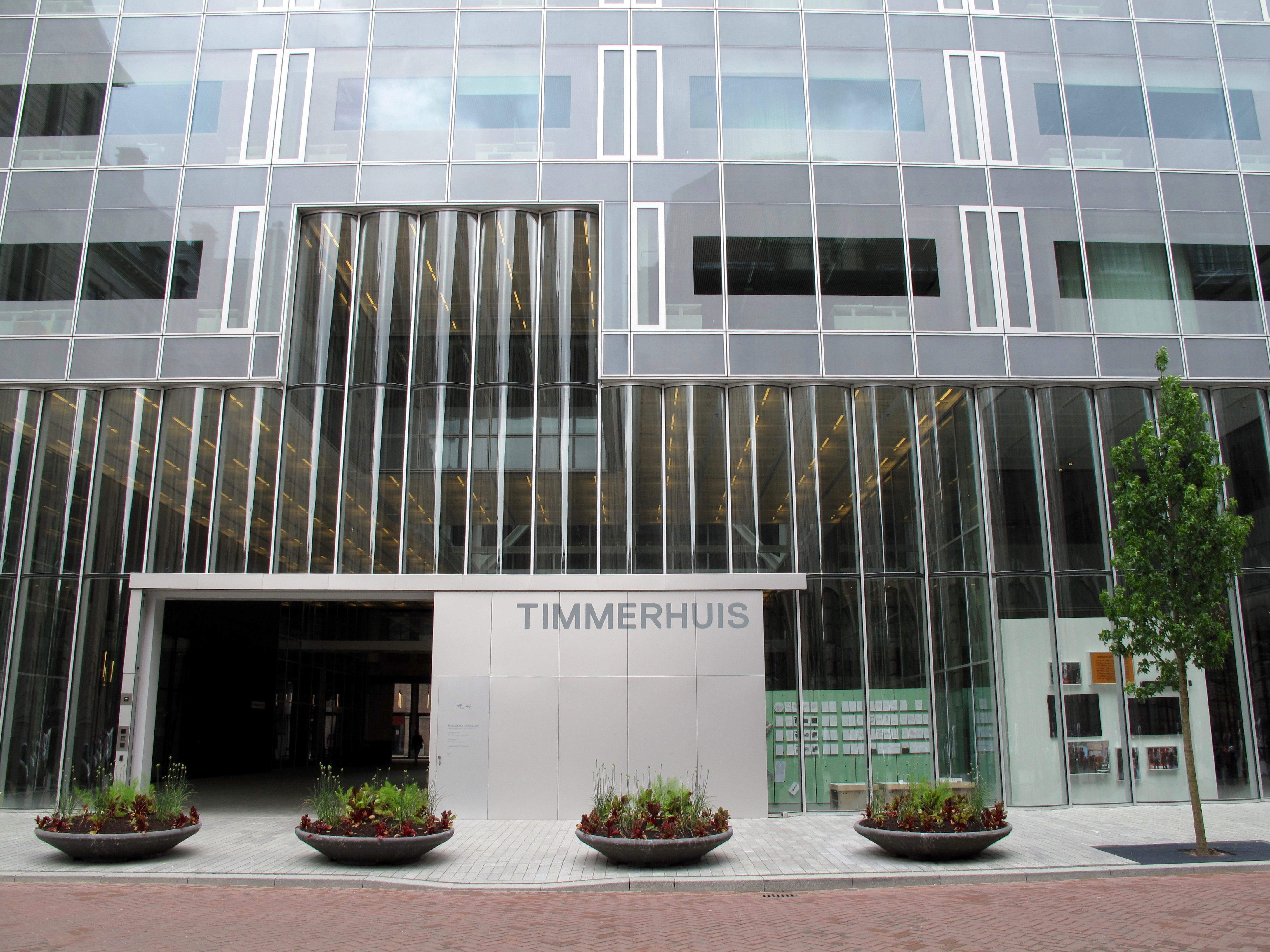
Le bâtiment Timmerhuis.
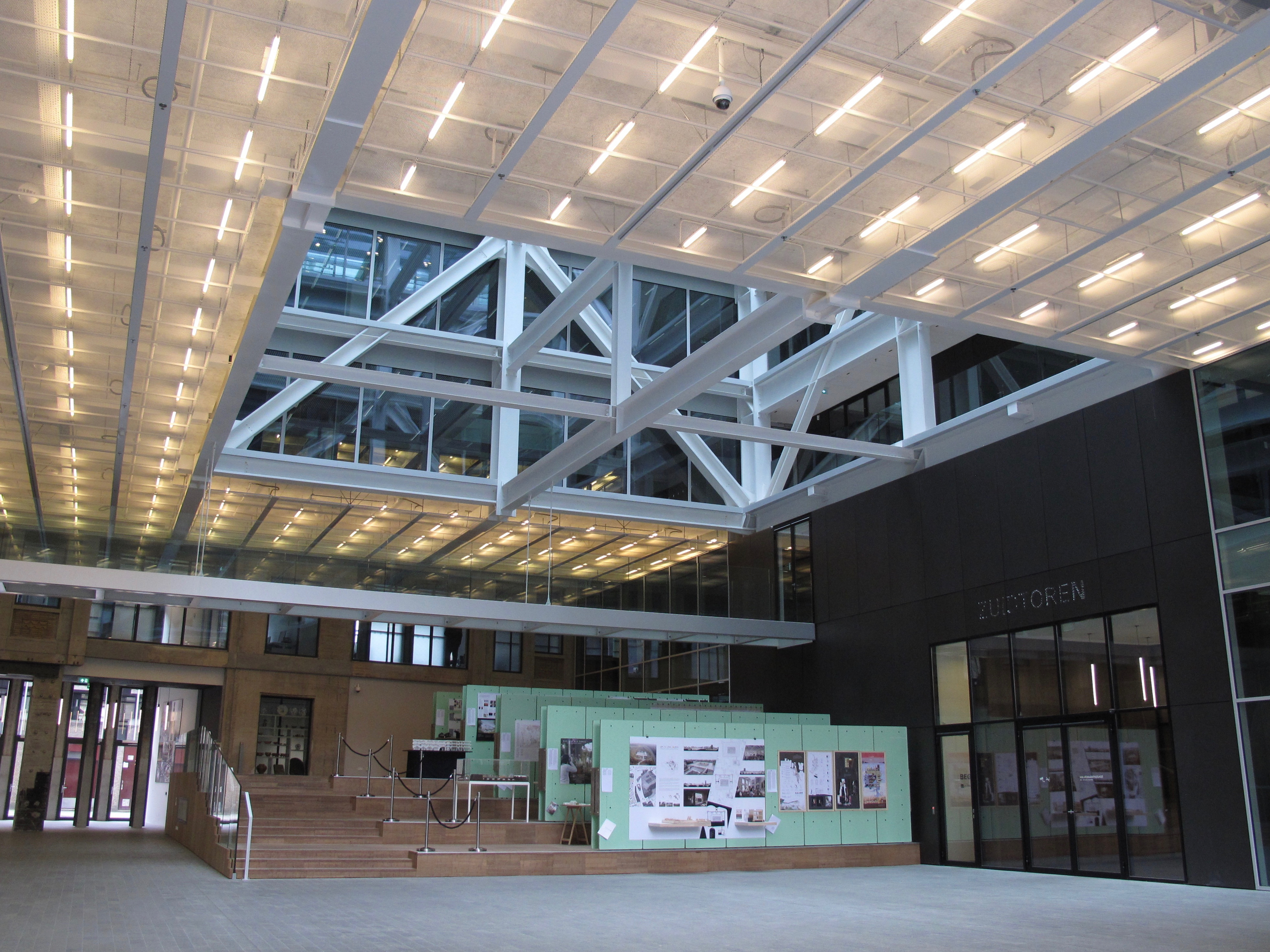
Intérieur de la Timmerhuis.
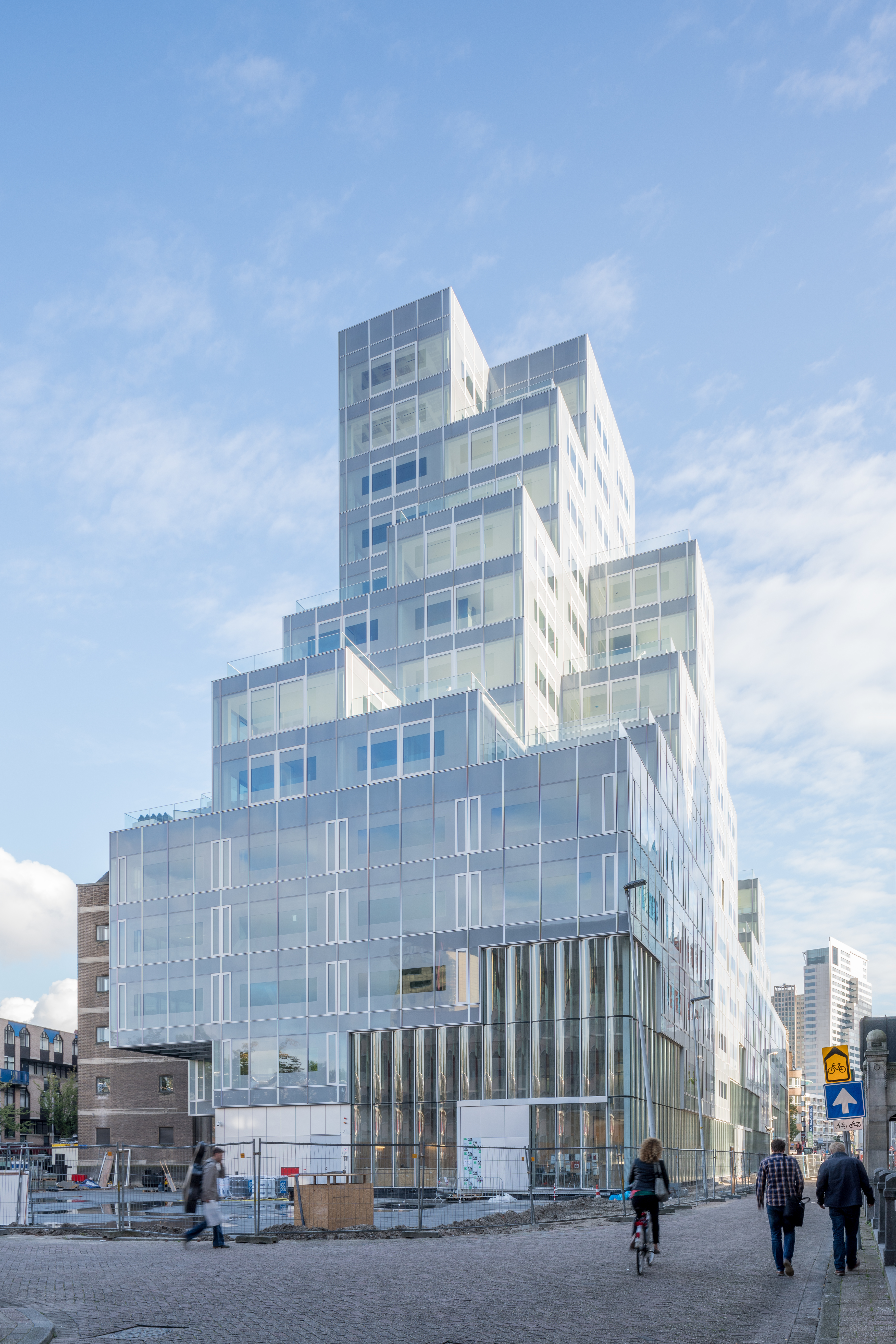
Vue d'ensemble de la Timmerhuis.
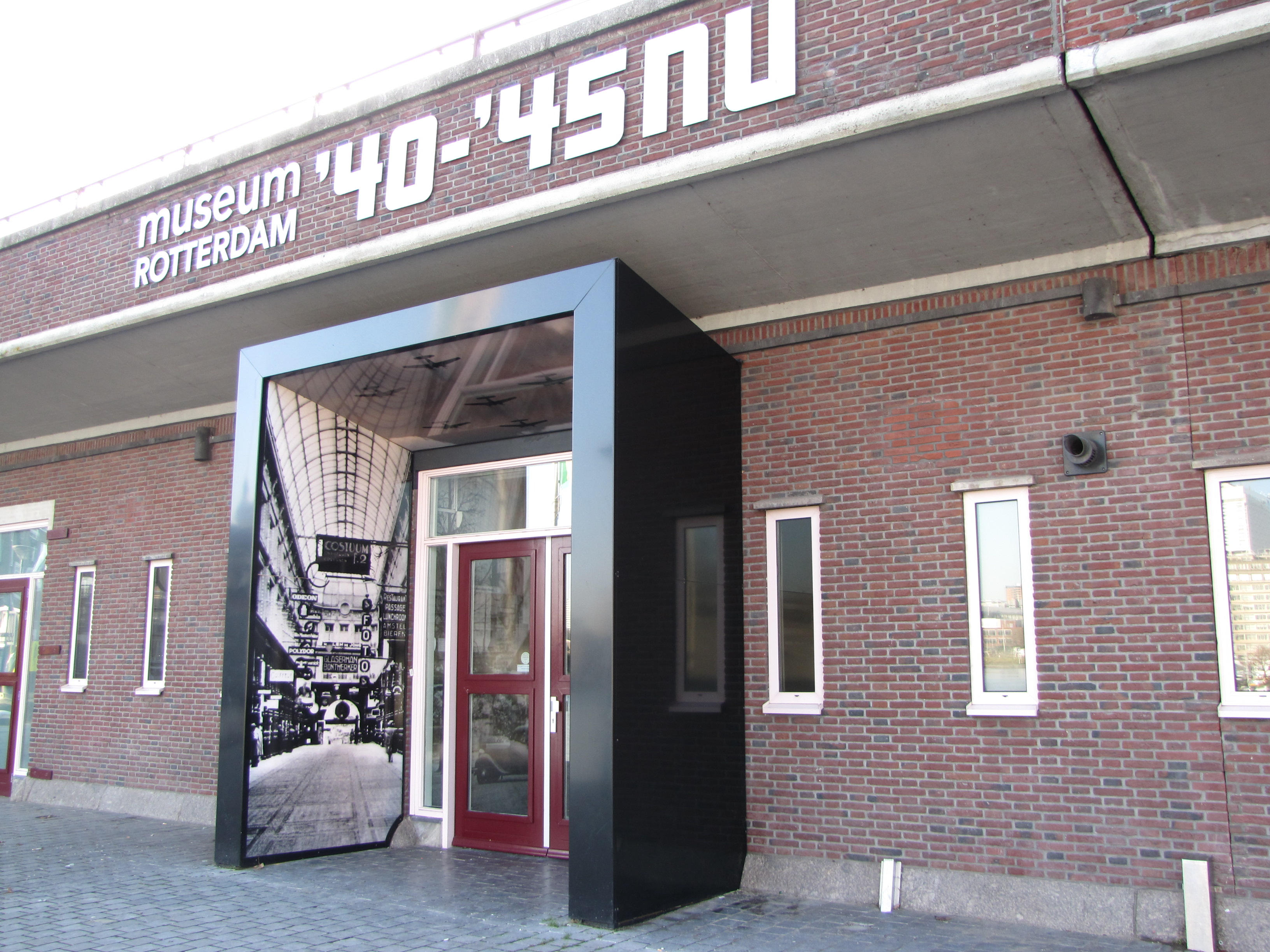
Museum Rotterdam '40-'45-NU.